# Heterocentrotus trigonarius
Oursin crayon
Espèce
Heterocentrotus trigonarius, l’Oursin crayon, est une espèce d'oursins tropicaux de la famille des Echinometridae, caractérisé par ses piquants très épais et ses couleurs vives.

## Répartition et habitat
Cet oursin vit dans les eaux tropicales du bassin indo-pacifique, notamment à La Réunion et en Nouvelle-Calédonie, où il affectionne tout particulièrement le haut des barrières de corail.
Il se rencontre sur les récifs coralliens denses, du battant des vagues (profondeur de prédilection) à quelques mètres de profondeur, mais occasionnellement présent jusqu'à 25 m de profondeur. La journée, il vit souvent caché dans des anfractuosités dont il sort de nuit pour se nourrir.

## Description
C'est un oursin régulier de forme légèrement ovoïde. La coquille (appelée « test ») peut mesurer jusqu'à 10 cm de diamètre (elle est légèrement elliptique), avec des piquants (appelées « radioles ») approchant les 20 cm. Le test est toujours d'une couleur proche de celles des radioles, ou légèrement plus sombre (il n'y a jamais de blanc). Le genre est aisément reconnaissable à ses énormes radioles primaires : celles-ci sont épaisses, de section d'abord ronde près du test puis triangulaire vers la pointe, lisses et à pointe émoussée (mais de forme plus allongées que chez H. mamillatus). Elles sont colorées de teintes fauves sombre (de rouge à brun ou verdâtre, mais le plus souvent brun, doré, bordeaux ou orange foncé) et avec des arêtes légèrement plus claires ; leur allure générale fait globalement penser à des crayons de tailles inégales. Ces radioles primaires servent surtout à la défense, et sont robustes mais peu nombreuses (l'oursin peut les régénérer si nécessaire) ; le test est protégé par un second type de radioles beaucoup plus petites, en forme de spatules aplaties et mobiles (rappelant les oursins cidaroïdes). Enfin un troisième type de piquants est présent sur la face orale (inférieure), en forme de spatules allongées et arrondies, et qui servent principalement à la locomotion et à la préhension sur les rochers, assistés par des pieds ambulacraires charnus munis de ventouses.

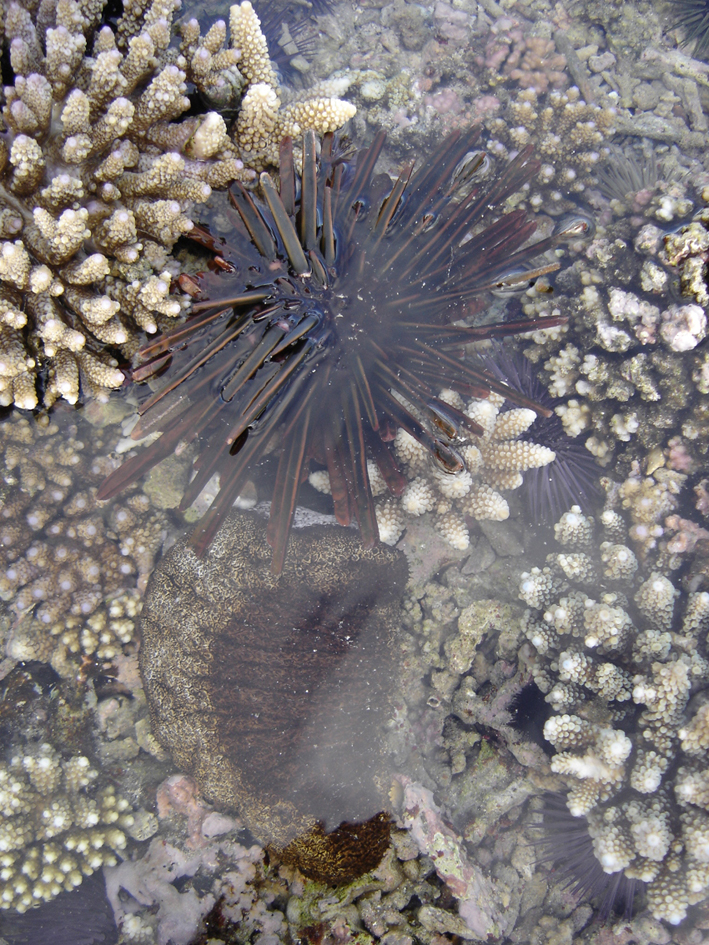
Cet oursin ne craint pas la proximité de la surface.
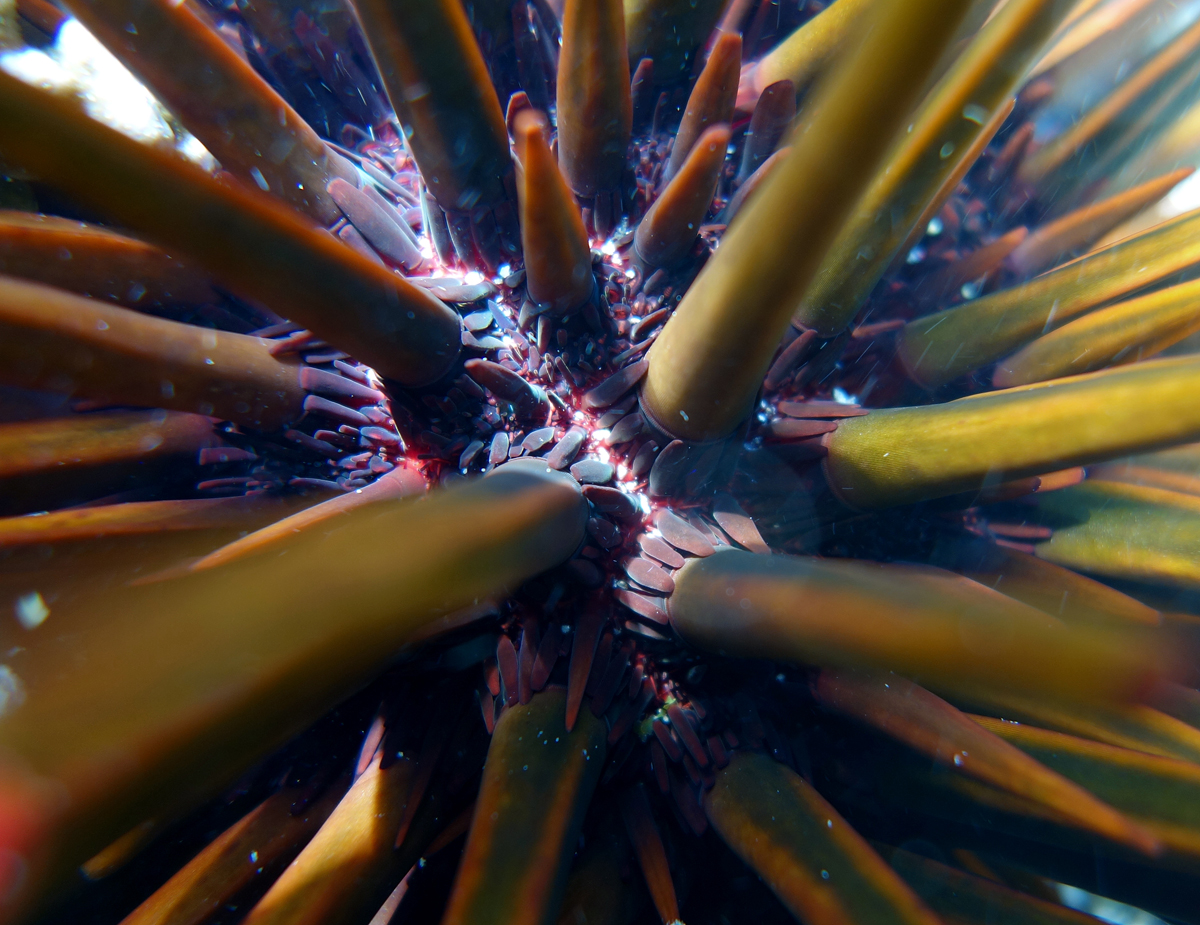
Gros plan sur le test.
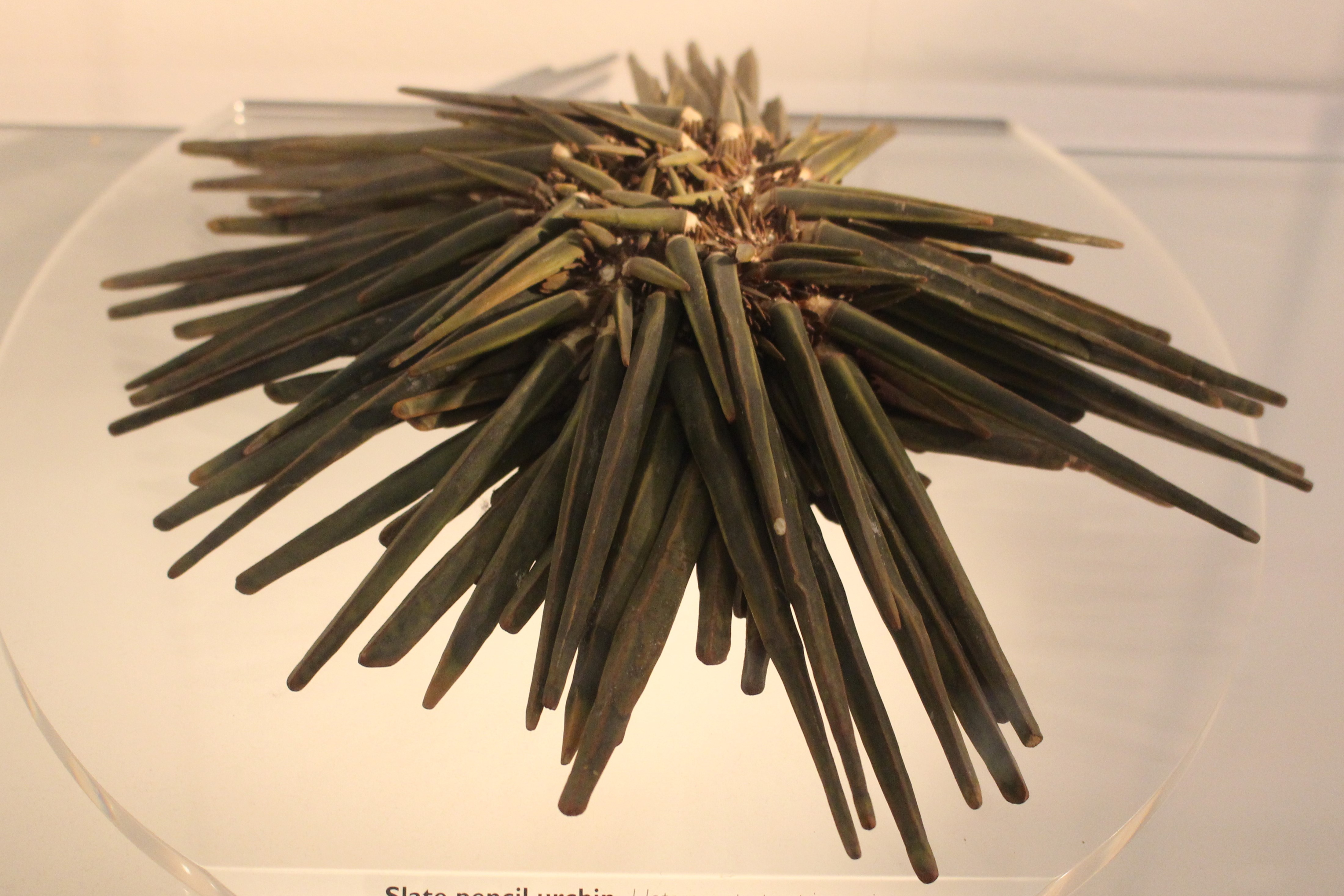
Spécimen naturalisé.
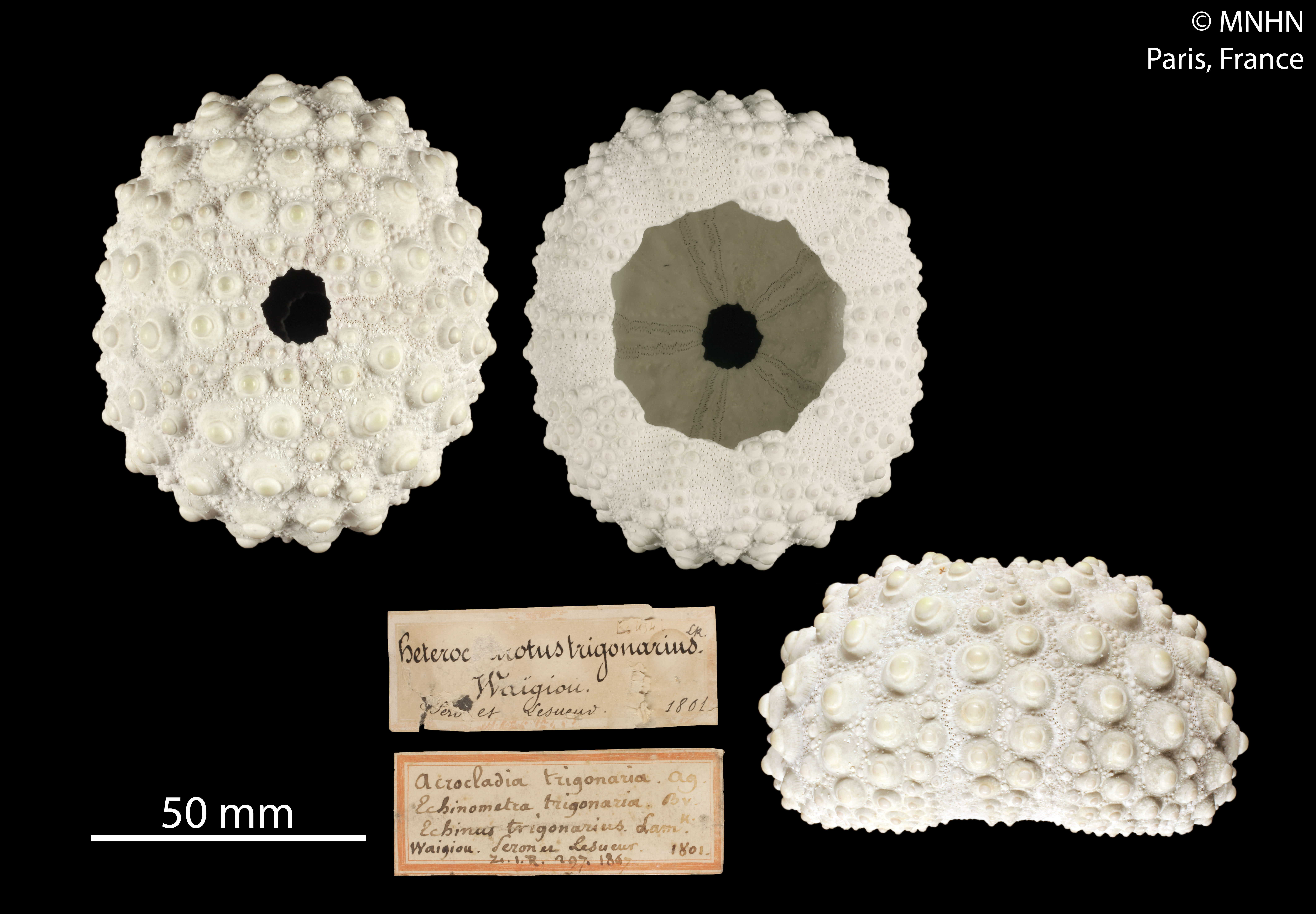
Test nu (MNHN)

Heterocentrotus mammillatus est une espèce similaire, dont les piquants sont moins longs et plus clairs (plus facilement rouge vif, quoique parfois violets), et de section moins clairement triangulaire ; la couleur du test peut y être très différente de celle des radioles. Chez H. trigonarius, les radioles secondaires ne sont jamais blanches, ni la base des radioles primaires. L'élément le plus discriminant reste les radioles secondaires, en forme de clous arrondis chez H. mamillatus et en forme de spatules chez H. trigonarius. D'un point de vue squelettique, H. mamillatus a des zones ambulacraires aborales moins pétalloïdes que son espèce-sœur, et moins de paires de pores par plaque ambulacraire (9-12 contre 15-16).

## Écologie et comportement
On trouve cet oursin dans les écosystèmes coralliens, que ce soit sur les platiers, sur les récifs, sur les rochers ou dans les herbiers. De mœurs nocturnes, il sort de sa cachette à la tombée de la nuit pour se nourrir. C'est un brouteur omnivore et détritivore, qui se nourrit aussi bien d'algues que d'algues encroutantes, mais aussi occasionnellement d'éponges, d'ascidies, de charognes et de détritus. Il broie sa nourriture au moyen de sa mâchoire puissante appelée « lanterne d'Aristote ».
La reproduction est gonochorique, et mâles et femelles relâchent leurs gamètes en même temps en pleine eau, où œufs puis larves vont évoluer parmi le plancton pendant quelques semaines avant de se fixer.

## L'oursin crayon et l'homme
Contrairement à la plupart de ses congénères, cet oursin ne présente pas de danger pour l'homme vu que ses piquants ne sont pas pointus. Il n'est d'aucune valeur commerciale (si ce n'est parfois comme souvenir, ce qui est déconseillé du fait de la putréfaction rapide), et ne semble consommé dans aucun pays de son aire de répartition.
La beauté de cet oursin multicolore en fait toutefois un sujet de choix pour les photographes sous-marins.
Les piquants remarquables de cet oursin sont souvent utilisés en joaillerie ou comme souvenirs ; constitués de calcite très abrasive, ils furent également utilisés comme véritables stylos pour écrire par exemple sur des ardoises.

## Systématique
Le nom valide complet (avec auteur) de ce taxon est Heterocentrotus trigonarius (Lamarck, 1816).
L'espèce a été initialement classée dans le genre Echinus sous le protonyme Echinus trigonarius Lamarck, 1816.
Heterocentrotus trigonarius a pour synonymes :
- Acrocladia cuspidata A.Agassiz, 1863
- Acrocladia trigonaria (Lamarck, 1816)
- Acrocladia violacea Perrier, 1869
- Echinometra pugionifera Des Moulins, 1837
- Echinometra trigonarius (Lamarck, 1816)
- Echinum taenitanum Brandt, 1835
- Echinus taenitanus Brandt, 1835
- Echinus trigonarius Lamarck, 1816
- Heterocentrotus taeniatus Brandt, 1835

## Étymologie
Le nom français de cet oursin vient évidemment de la forme de ses épines. Son nom scientifique est Heterocentrotus trigonarius : le genre vient du grec heteros (« différent ») et kentron (« épines ») et se rapporte au fait que les radioles de ces oursins sont de longueurs inégales ou d'allure étrange ?), et l'espèce vient du grec trigone, qui signifie « triangulaire » en raison de la forme des radioles.